# 229-й Окремий батальйон Сил територіальної оборони (Україна)
229-й окремий батальйон територіальної оборони 127-ї окремої бригади Сил територіальної оборони (229 ОБ ТрО 127 ОБр СТрО) — кадроване формування Сил територіальної оборони Збройних сил України в місті Харкові.

## Формування
Після озброєного російського вторгнення на суверенну територію України 24 лютого 2022 року, у березні 2022 року вирішено створити 229-й батальйон територіальної оборони міста Харкова у складі 127-ї окремої бригади територіальної оборони (Україна).

## Діяльність батальйону
Батальйон формувався в екстремально короткі терміни, більшість особового складу це добровольці — мешканці Харкова та Харківської області, очолив батальйон підполковник Максим Зінченко. Після проведення заходів бойового злагодження особового складу, вже з 14 березня 2022 року 229-й окремий батальйон ТрО 127-ї окремої бригади розпочав виконувати перше бойове завдання з оборони 7 сектора міста Харків. В зоні відповідальності 229-го окремого батальйону була організована робота по облаштуванню та будівництву взводних та ротних опорних пунктів на основних та другорядних напрямках руху транспорту, також забезпечена охорона та оборона мостів. Після виконання завдань в м. Харків особовий склад батальйону під командуванням підполковника Максима Зінченка був направлений для виконання бойових завдань у райони населених пунктів Циркуни, Черкаські Тишки, Руські Тишки. Де забезпечував оборону населених пунктів, їх розмінування та безпеку евакуації цивільного населення. З початком формування додаткових батальйонів 127-Ї окремої бригади, у травні 2022 року командування 229-го окремого батальйону очолив капітан Сергій Пастух. У вересні 2022 року 229-й окремий батальйон брав активну участь у контрнаступі ЗСУ. На початку вересня внаслідок вдалих і злагоджених дій передові підрозділи 229-го окремого батальйону ТрО провели масоване вогневе ураження позицій противника, що завдало значних втрат противнику та змусило його перегрупуватись. Головною метою цих дій було зв'язати сили противника та не допустити підкріплень на інших ділянках фронту. Активні дії 229-го батальйону на своїй ділянці відповідальності забезпечувало швидке визволення населених пунктів Борщова, Слобожанське та Липці від окупації російськими військами. Станом на 27 листопада 2022 року 229-й окремий батальйон ТрО 127-ї окремої бригади й далі виконує бойові завдання з оборони й захисту України в межах півночі Харківської області.

## У масовій культурі
229-му окремому батальйону 127-ї окремої бригади ТрО присвячено пісню «Наш непереможний батальйон», яку виконав Ігор Корж. Пісня написана у співавторстві з військовослужбовцями 229-го окремого батальйону ТрО.